# Herbert Federer
Herbert Federer (Viena, 23 de julho de 1920 — 21 de abril de 2010) foi um matemático estadunidense.
Dentre seus doutorandos consta Frederick Almgren.

## Obras
- Herbert Federer: Geometric Measure Theory (Grundlehren der mathematischen Wissenschaften mit besonderer Berücksichtigung der Anwendungsgebiete. Volume 153, ISSN 0072-7830). Springer, Berlim 1969 (Reimpressão 1996, ISBN 3-540-60656-4).
- Colloquium Lectures on geometric measure theory. In: Bulletin of the American Mathematical Society. Volume 84, 1978, ISSN 0273-0979, p. 291–338.